# Donn Tatum
Donn B. Tatum (Los Ángeles, 9 de enero de 1913-Los Ángeles, 31 de mayo de 1993) fue un empresario estadounidense. Fue la primera persona en desempeñarse como ejecutivo de The Walt Disney Company que no pertenecía a dicha familia. Tatum ocupó puestos de liderazgo sénior en Disney durante 25 años, convirtiéndose en presidente de 1968 a 1971, año en el que se convirtió en director ejecutivo desde 1971 hasta 1980. Su puesto final fue el de "Director Emérito", desde 1992 hasta su muerte. Tatum desempeñó un rol importante en la creación de Walt Disney World Resort, Epcot Center y Tokyo Disneyland.
Tatum nació el 9 de enero de 1913.Creció en Los Ángeles y se graduó magna cum laude en la Universidad de Stanford, con una licenciatura en ciencias políticas y con dos títulos de abogado delaUniversidad de Oxford. Pasó el colegio de abogados de California en 1938 y empezó a relacionarse con elDerecho del entretenimiento en Lillick, Geary y McHose.
Ocupó varios cargos. posiciones y sirvió como abogado para RCA, NBC y ABC. Luego se convirtió en director general de KABC-TV en Los Ángeles y director de televisión occidental de ABC.

## Carrera en The Walt Disney Company
Tatum se unió a Disney como director comercial de producción en 1956 y, en 1971, se convirtió en director ejecutivo y presidente de la junta directiva tras la muerte de Roy O. Disney, convirtiéndose en el primer miembro de la familia no Disney en dirigir la empresa. Tatum se desempeñó como director ejecutivo hasta noviembre de 1976 y como presidente.
El 3 de junio de 1980, se retiró como presidente y director ejecutivo de Disney Productions y le entregó el cargo a Card Walker. Permaneció en la junta directiva de la empresa y como presidente del comité ejecutivo. 
En 1993, Tatum fue nombrado una Disney Legends.

## Servicio público
Fue presidente de la junta directiva de CalArts y presidente de la Fundación Disney, la Asociación de Radiodifusión de California y la Asociación Unida de Parálisis Cerebral y el Club Stanford de Los Ángeles.
También fue miembro de la Royal Society of Arts de Londres y miembro honorario de la Academia de Artes y Ciencias de la Televisión y de la Sociedad de Radio y Televisión de Hollywood Hollywood Radio & Television Society.
Se desempeñó como miembro de la junta directiva de la Biblioteca Huntington, la Feria y Exposición Estatal de California y la Orquesta Filarmónica de Los Ángeles . , la Cámara de Comercio de Los Ángeles, Better Business Bureau de Los Ángeles, John Tracy Clinic, Western Digital, Union Oil, Bank of America y Greyhound Lines .

## Fallecimiento
Tatum murió el 31 de mayo de 1993 de cáncer en su casa de Pacific Palisades. El entonces director ejecutivo de Disney, Michael Eisner, y el presidente Frank Wells dijeron: "Se desempeñó como director de la compañía hasta su renuncia el año pasado, cuando fue nombrado director emérito. El mundo extrañará a Donn, pero nosotros en Disney, que acudimos a él en busca de sabiduría, guía y equilibrio, lo extrañaremos más".